# 과가열
물리학에서 과가열은 끓는점보다 높은 온도에서 액체가 끓지 않으면서 가열되는 현상이다.
수증기의 기포가 뭉치지 않고 자라면 표면에 터질 때 물은 "끓는"것으로 알려져 있다. 증기 기포가 확장하기 위해서는 온도가 높은 것이 충분해야 증기 압력이 주위 압력을 초과한다.
과가열은 이 간단한 규칙의 예외이다. 증기압이 주변 압력을 초과하더라도 액체가 끓지 않는 경우가 있다. 원인은 추가 힘, 표면 장력으로, 이들은 거품의 성장을 억제한다.

## 같이 보기
- 고압멸균
- 끓임쪽
- 돌비 현상
- 임계점 (열역학)
- 과냉각
- 과포화